# Tribochrysa inequalis
Tribochrysa inequalis là một loài côn trùng trong họ Chrysopidae thuộc bộ Neuroptera. Loài này được Scudder in Zittel miêu tả năm 1885.